# Yongseoneun eopda
Yongseoneun eopda (용서는 없다?), noto anche con il titolo internazionale No Mercy, è un film del 2010 scritto e diretto da Kim Hyeong-jun.

## Trama
Kang Min-ho intende lasciare il suo lavoro in polizia per poter passare più tempo con la figlia, appena tornata dall'estero; quando tuttavia la giovane viene uccisa, l'unico scopo dell'uomo diventa vendicarsi dell'assassino.